# Janetiella glechomae
Janetiella glechomae är en tvåvingeart som beskrevs av Tavares 1930. Janetiella glechomae ingår i släktet Janetiella och familjen gallmyggor.
Artens utbredningsområde är Frankrike. Inga underarter finns listade i Catalogue of Life.